# クレイヴン・ザ・ハンター (映画)
『クレイヴン・ザ・ハンター』（Kraven the Hunter）は、2024年公開のアメリカ合衆国のスーパーヒーロー映画。マーベル・コミックの同名のキャラクターをベースにした、コロンビア ピクチャーズとマーベル・エンターテインメントが製作する、「ソニーズ・スパイダーマン・ユニバース」（以降 SSU と表記）の第4作目。なお、本作はSSU初のR指定作品である。この映画は、クレイヴンの誕生を中心に描いたストーリーとなっている。

## ストーリー
舞台はロンドン。冷酷な性格を持つ父ニコライと複雑な関係を持つクレイヴンは後に最も偉大で最も恐れられるハンターとなる。

## 登場人物/キャスト
セルゲイ・クラヴィノフ / クレイヴン・ザ・ハンター
演 - アーロン・テイラー＝ジョンソン、日本語吹替 - 津田健次郎
名家クラヴィノフ家の跡取りの心優しい青年であったが、ライオンに襲われたことで“百獣の王”の力を持つ、獰猛で最強のハンターへと覚醒。動物を密猟する裏社会の人間を“獲物”としてリストアップし、狩りを行う。
少年期のセルゲイ
演 - リーヴァイ・ミラー、日本語吹替 - 鈴木崚汰
カリプソ
演 - アリアナ・デボーズ、日本語吹替 - 田村睦心
アフリカのある部族の出身でクレイヴンと行動を共にする弁護士。
幼少期に瀕死のセルゲイを秘薬で助けた。十数年後に再会しあるアドバイスを送る。
少女期のカリプソ
演 - ディアアナ・バブニコワ
ディミトリ・クラヴィノフ / カメレオン
演 - フレッド・ヘッキンジャー、日本語吹替 - 入野自由
セルゲイの弟。貧弱で力も無いことから、父親から見放されている。モノマネが得意のこともあり、父から「カメレオン」と呼ばれ、兄からは「ディマ」と呼ばれている。
少年期のディミトリ
演 - ビリー・バラット、日本語吹替 - 上村祐翔
ニコライ・クラヴィノフ
演 - ラッセル・クロウ、日本語吹替 - 山路和弘
セルゲイの父親。裏社会で強大な力をもつ、冷酷な殺戮者。「強きものだけが生き残る」と考え、息子に強さを求める。
アレクセイ・シツェビッチ / ライノ
演 - アレッサンドロ・ニヴォラ（アレクセイ時）/ チ・ルイス・パリー（ライノ時）、日本語吹替 - 堀内賢雄
裏社会で暗躍する謎の男。
血清によりサイのような硬質の肌と巨大な角を持つ“ライノ”へと変異する。
ザ・フォーリーナー
演 - クリストファー・アボット、日本語吹替 - 三上哲
ライノに招集された謎に包まれた殺し屋。催眠術の使い手。
セミョン・チョーニィ
演 - ユーリー・コロコリニコフ
クレイヴンの入るロシアの刑務所を裏で支配する男で、世界中に銃火器を売るキーロフ・ギャングのボス。
“獲物”の一人として狙われ、殺害される。
アンドレ
演 - マイケル・シェーファー
“獲物”の一人として狙われ、殺害される。

## 公開
2022年9月18日、アメリカ合衆国での公開日が1月13日から2023年10月6日に延期になった。その後、2023年7月から行われている俳優組合のSAG-AFTRAによるストライキの影響で配給会社のソニー・ピクチャーズ エンタテインメント作品の公開スケジュールが同月に見直され、公開日が再度延期となり、2024年8月30日に変更となった。

## 評価
Rotten Tomatoesによれば、158件の評論のうち高評価は15%にあたる24件で、批評家の一致した見解は「型通りのストーリーと手抜きの特殊効果で何のトロフィも獲得していない『クレイヴン・ザ・ハンター』は、結局のところ張り子の虎に過ぎない。」となっている。Metacriticによれば、41件の評論のうち、高評価は1件、賛否混在は24件、低評価は16件で、平均点は100点満点中35点となっている。

## 受賞・ノミネート
| 映画賞                       | 授賞日        | 部門                               | 対象                                                     | 結果       | 出典   |
| ---------------------------- | ------------- | ---------------------------------- | -------------------------------------------------------- | ---------- | ------ |
| 第45回ゴールデンラズベリー賞 | 2025年2月28日 | 最低前日譚・リメイク・盗作・続編賞 | 『クレイヴン・ザ・ハンター』                             | ノミネート | [ 15 ] |
| 第45回ゴールデンラズベリー賞 | 2025年2月28日 | 最低脚本賞                         | アート・マーカム&マット・ホロウェイ リチャード・ウェンク | ノミネート | [ 15 ] |
| 第45回ゴールデンラズベリー賞 | 2025年2月28日 | 最低助演女優賞                     | アリアナ・デボーズ                                       | ノミネート | [ 15 ] |